# Gênesis 1:1

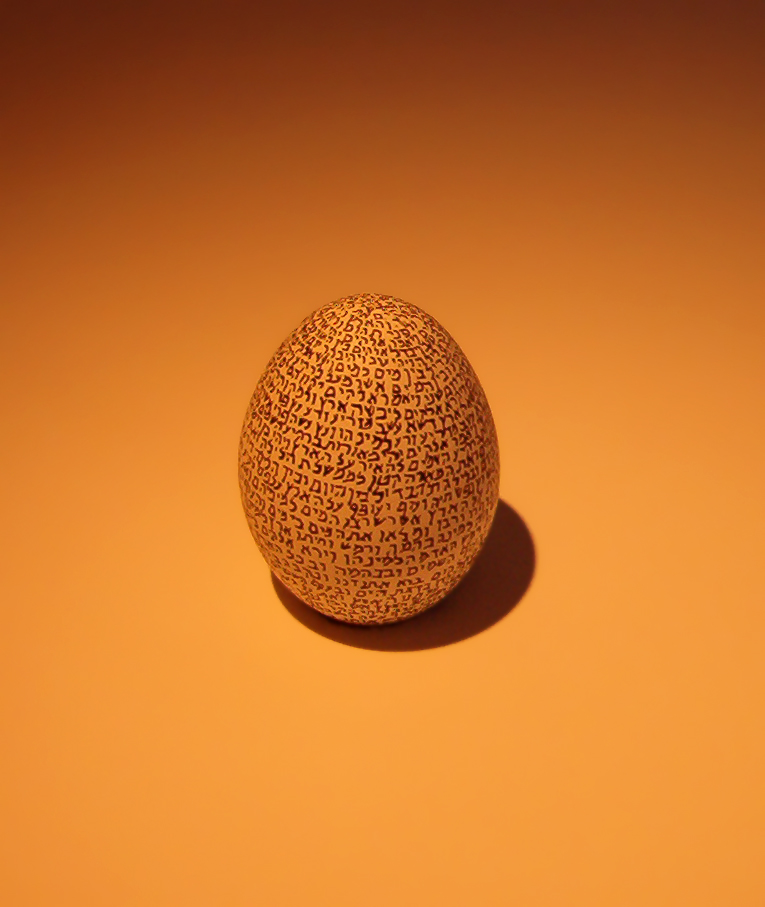
O primeiro capítulo de Gênesis (B'reshit em hebraico) escrito em um ovo no Museu de Israel.

Gênesis 1:1 é o primeiro versículo do primeiro capítulo do Livro de Gênesis na Bíblia e apresenta a abertura da narrativa da criação do Gênesis.

## Texto em hebraico
No Texto Massorético, esse versículo compõe-se de 7 palavras e 28 de letras e é como segue:
- Vocalizado: בְּרֵאשִׁית בָּרָא אֱלֹהִים אֵת הַשָּׁמַיִם וְאֵת הָאָרֶץ
- Transliterado: Bereshit bara Elohim et hashamayim ve'et ha'aretz.

A primeira palavra é b'reishit, ou bereshit (בְּרֵאשִׁית). O artigo definido (por exemplo, a palavra hebraica equivalente a "a") embora ausente, está implícito. A palavra significa, literalmente, "[o] princípio [de]". A mesma construção é encontrada em outro lugar na Bíblia Hebraica, e geralmente lida com o início de um reinado.
A segunda palavra é o verbo hebraico bara (ברא) ("[Ele] criou/criação") está na forma masculina, de modo que "Ele" está implícito. Uma peculiaridade deste verbo é que ele é sempre usado com Deus como seu sujeito, o que significa que somente Deus pode "criar"; é verbo característico para a atividade criadora de Deus em Gênesis 1. Bara é também usado em Gênesis 2 versículos 3 e 4. O espiritualista Huberto Rohden defende a grafia antiga "crear", para distinguir o verbo de acepções equivocadas de "criar" (gado, crianças, etc.). O teólogo John Walton, especialista no estudo do Gênesis, afirma que o significado de bara não é "criar" no sentido moderno, mas para diferenciar/separado e atribuir funções – por exemplo, na criação de Adão e Eva, Deus atribui papéis de gênero "masculino e feminino". Mas isso não é coerente com a narrativa única da criação de todas as coisas. Segundo a professora doutora Cláudia Andrea, do setor de hebraico do departamento de letras orientais e eslavas da faculdade de letras da UFRJ, "Ainda analisando a raiz bara, encontramos o sentido básico de "criar" (HARRIS, 1998, p. 212-213). É diferente de iatzar "modelar", "formar", pois este enfatiza o ato de dar forma a um objeto, moldar o objeto envolvido, enquanto bara enfatiza o início do objeto. A palavra é usada no kal (construção verbal ativa com sentido simples) somente com referência à atividade divina, sendo, portanto, um termo de sentido teológico". Elohim (אלהים) é a palavra genérica para Deus, seja o Deus de Israel ou os deuses das outras nações. Ele é usado ao longo de Gênesis 1, e contrasta com a frase Elohim YHWH, "Deus YHWH", introduzido em Gênesis 2.
Et (אֵת) é uma partícula usada na frente do objeto direto de um verbo; neste caso, indica que "os céus e a terra" é o que está sendo criado. A palavra ha anterior shamayim (céus) e aretz (terra) é o artigo definido, o equivalente para a palavra em inglês para "a".

## Tradução para o português

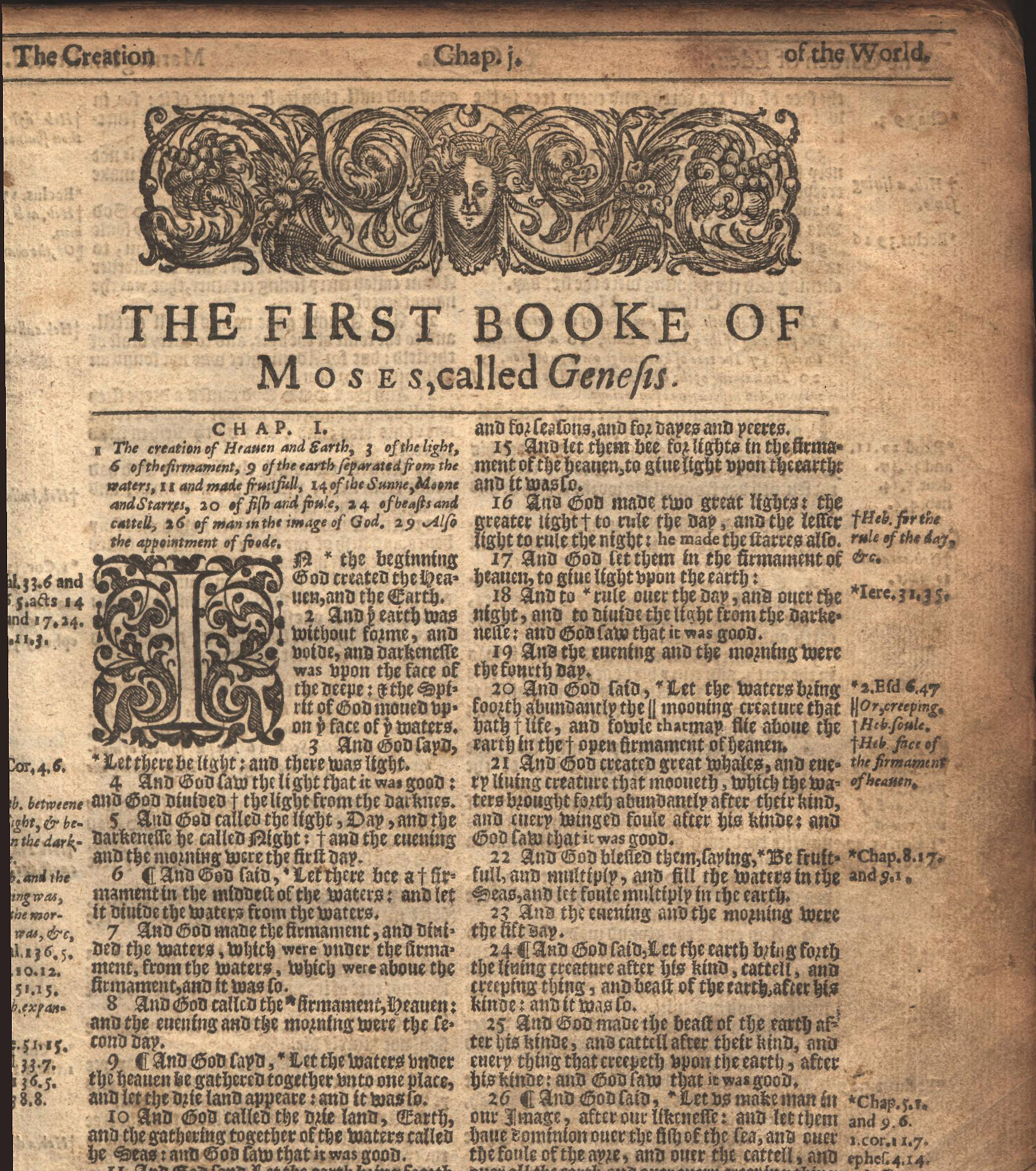
A Abertura de Gênesis Capítulo 1, a partir de um 1620-21 King James da Bíblia em preto tipo de letra. A primeira edição de a KJV foi 1611.

Gênesis 1:1 pode ser traduzido para o português pelo menos de três maneiras:
1. Como uma declaração de que o cosmo teve um começo absoluto (No princípio, Deus criou os céus e a terra).
2. Como uma declaração descrevendo a condição do mundo quando Deus começou a criar (Quando no princípio criou Deus os céus e a terra, a terra era agreste e disforme).
3. Tendo todo o Gênesis 1:2 como informação de fundo (Quando no princípio criou Deus os céus e a terra, a terra selvagem e disforme, e disse Deus, haja luz!).[4]

A ideia de que Deus criou o universo do nada (creatio ex nihilo) tornou-se central para o Judaísmo, o Cristianismo e o Islamismo.
"A raiz bara denota o conceito de "iniciar alguma coisa nova" (Êx 34,10; Nm 16,30; Is 4,5; 41,20; 48,6-7; 65,17-18; Jr 31,22; Sl 51,10-12). A palavra também tem o sentido de "trazer à existência" em algumas passagens bíblicas (Is 43,1; Ed 21,30-35; 28,13-15). Observa-se que a palavra bara é usada de modo mais frequente para descrever a criação do universo e dos fenômenos naturais (Gn 1,1; 21,27; 2,3). A palavra bará "nunca ocorre com o objeto de material, e visto que a ênfase principal da palavra recai sobre a novidade do objeto criado, o termo empresta-se bem ao conceito de creatio ex nihilo, embora tal conceito não seja necessariamente inerente ao sentido da palavra" (Ibidem, p. 213)". Todavia, alguns historiadores modernos creem que os autores sacerdotais de Gênesis 1, escrevendo em torno de 500-400 AC., preocuparam-se não com a origem da matéria (o material que Deus formou no cosmos habitável), mas com a fixação de destinos. Esta foi a situação no início do 2º século EC., apesar de mais cedo estudiosos cristãos estarem começando a ver uma tensão entre a ideia de "formação-de-mundo" e a onipotência de Deus. Até o início do 3º século, essa tensão foi resolvida, a formação do mundo foi superada, e a criação ex nihilo tinha-se tornado um dogma fundamental da teologia cristã.